# Kaiserzipf
Der Kaiserzipf (339,1 m ü. A.) ist eine bewaldete Anhöhe im 13. Wiener Gemeindebezirk Hietzing.

## Geographie
Der Kaiserzipf liegt im südwestlichen Teil des Bezirks Hietzing im Lainzer Tiergarten an der Grenze zu Breitenfurt. Nördlich des Kaiserzipfs liegt die Faßlwiese, südlich der Kaufberg. Im Westen wird der Kaiserzipf vom Laaber Kaiserzipf, im Osten vom Kleinen Eichberg begrenzt. Der bewaldete Hügel ist Teil des Wienerwaldgebirges, des nordöstlichsten Ausläufers der Ostalpen. Im Nordosten wird der Kaiserzipf vom Gütenbach umflossen.

## Namensherkunft
Erstmals urkundlich belegt ist der Name Kaiserzipf 1788 als Kayerzipf. 1819 wird er erstmals als Kaiserzipf genannt. Benannt wurde das Waldstück nach seinem Besitzer, dem kaiserlichen Hof. Die Bezeichnung Zipf bezieht sich auf die spitz zulaufende Form des Waldstückes.